# Porsche-Arena
Порше-Арена (нем. Porsche Arena) — комплекс сооружений для проведения спортивных соревнований, находящийся в Штутгарте, Германия. Вместимость 6100 человек. Комплекс открыт 27 мая 2006 года.
Комплекс содержит площадки для проведения соревнований по гандболу, баскетболу, волейболу, хоккею и другим. Он также служит местом проведения уникального теннисного турнира на закрытых грунтовых кортах.
В комплексе проводились матчи чемпионата мира по гандболу 2007 года и ряд боксёрских поединков, в том числе бой Николая Валуева с Русланом Чагаевым.